# Oxymycterus angularis
Oxymycterus angularis is een zoogdier uit de familie van de Cricetidae. De wetenschappelijke naam van de soort werd voor het eerst geldig gepubliceerd door Thomas in 1909.

## Voorkomen
De soort komt voor in Brazilië.